# Принс-Едвард (графство, Онтаріо)

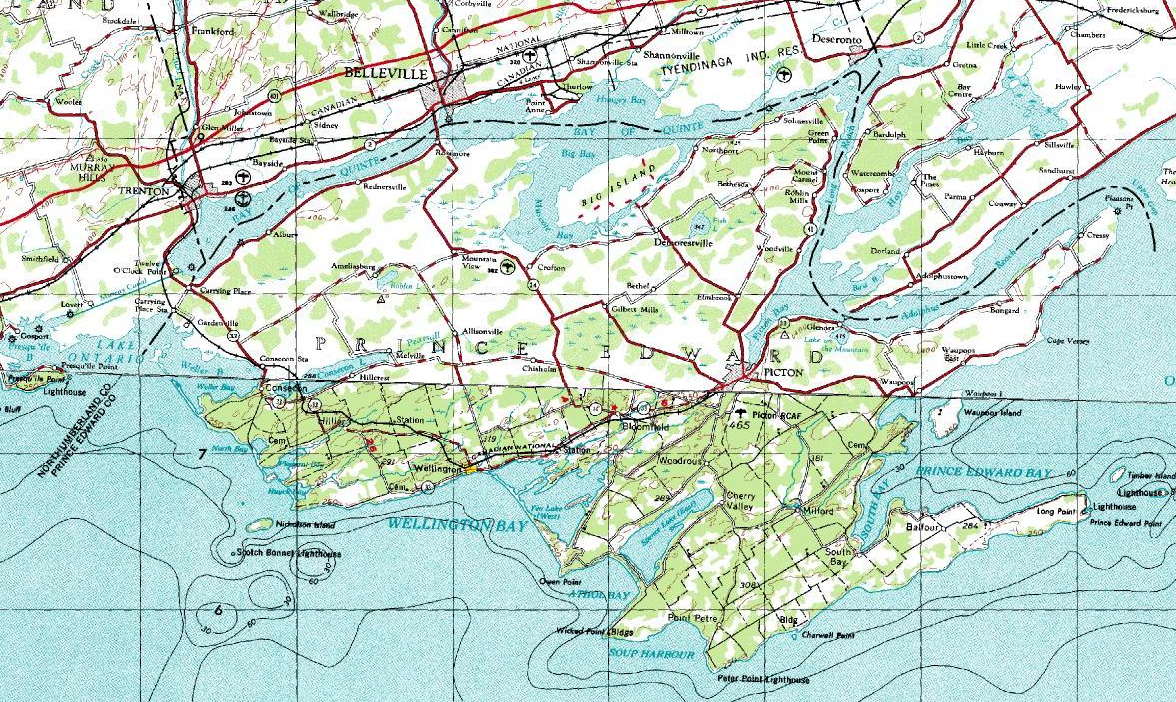
Графство Принс-Едвард на мапі Онтаріо

 Графство Принс-Едвард  (англ. Prince Edward County) — Регіональний муніципалітет у провінції Онтаріо, Канада, розташоване в Південному Онтаріо на літоралі східного узбережжя озера Онтаріо озеро Онтаріо. Графство Принс-Едвард функціонує як регіональний муніципалітет з 1998, незважаючи на те, що в офіційній назві досі міститься слово «графство».

## Історія
Графство створено віце-губернатором Верхньої Канади Джоном Грейвс Сімко (англ. John Graves Simcoe) 16 липня 1792.
Графство названо в честь Едварда Августа, головнокомандувача з Британської Північної Америки і четвертого сина короля Георга ІІІ — короля Великої Британії та Ірландії в роках 1760 до 1820.
Перші англомовні поселенці з'явилися на територіі Броквілл в 1785 році, коли тисячі американських біженців прибули сюди під час Війни за Незалежність у США. Колоністи звалися «лоялістами», адже залишалися прибічниками британської монархії і підтримували відносини з англійським королем Георгом III. Боротьба між Великою Британією і 13 Американськими колоніями тривала між 1776 і 1783 роками. Під час 6-річної війни, яка закінчилася капітуляцією британських військ в 1782 році, багато хто з тих колоністів, які зберегли вірність короні, піддано суворим репресіям і несправедливим позбавленням майна: чимало «лоялістів» віддали перевагу втечі на північ до тодішніх британських колоній біля Квебеку — і Велика Британія сприяла колонізації краю шляхом надання земель лоялістам. Графство функціонувало як регіональний муніципалітет 1998 року, незважаючи на все ще містять слово графство в його офіційній назві.

## Населення

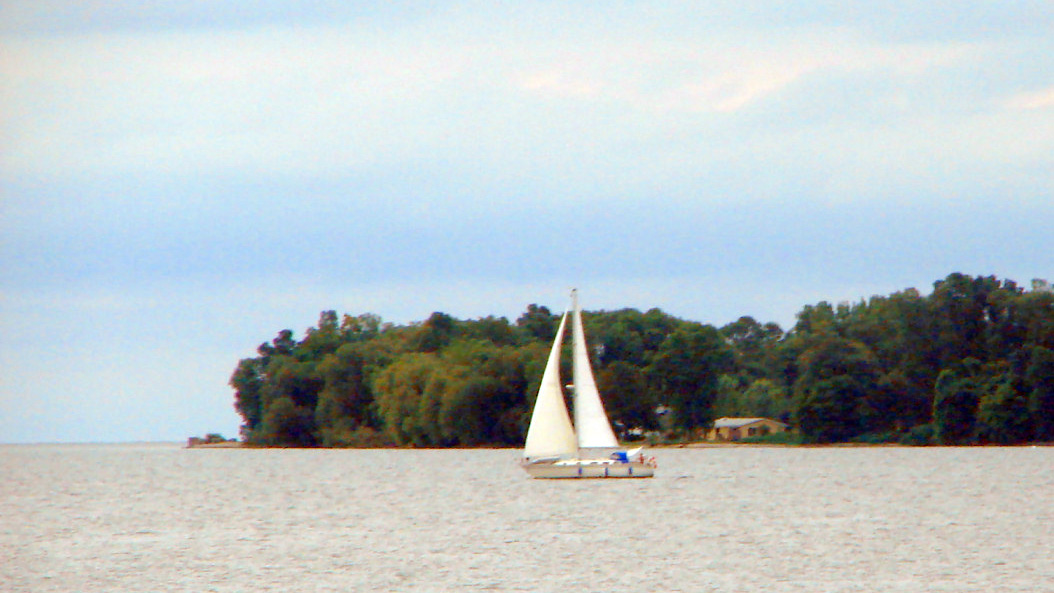
Індіан-Пойнт, західна точка Графства Принс-Едвард і вхід у затоку Квінт.

## Зовнішні посилання
- - Офіційний сайт муніципального уряду  [Архівовано 27 лютого 2014 у Wayback Machine.](англ.)
- Туризм сайт  [Архівовано 23 липня 2013 у Wayback Machine.](англ.)
- Графство Принс-Едвард: сайт економічного розвитку  [Архівовано 19 липня 2013 у Wayback Machine.](англ.)
- Графство Принс-Едвард: сайт залучення інвестицій  [Архівовано 8 червня 2016 у Wayback Machine.](англ.)
- Графство Принс-Едвард: винно-кулінарний маршрут  [Архівовано 18 липня 2013 у Wayback Machine.](англ.)

- Графство Принс-Едвард: мистецький слід  [Архівовано 11 серпня 2013 у Wayback Machine.](англ.)
- Графство Принс-Едвард: Асоціація виноградарів  [Архівовано 19 липня 2013 у Wayback Machine.](англ.)
- Графство Принс-Едвард: винні заводи(англ.)
- Графство Принс-Едвард: Публічна бібліотека(англ.)